# LOT-Flug 5055
Eine Iljuschin Il-62 der polnischen Fluggesellschaft Polskie Linie Lotnicze LOT verunglückte am 9. Mai 1987 auf dem LOT-Flug 5055 im Kabaty-Wald in Warschau während des Notlandeanfluges auf den Flughafen Okęcie nach einem Triebwerkschaden. Alle 183 Insassen starben. Es war der folgenschwerste Flugunfall des Jahres 1987, der polnischen Geschichte sowie des Flugzeugtyps Iljuschin Il-62. In Polen wird der Unfall gemeinhin als Kabaty-Wald-Katastrophe (poln. Katastrofa w Lesie Kabackim) bezeichnet.

## Flug und Flugzeug
Flug LO 5055 war ein Transatlantikflug der polnischen Fluggesellschaft LOT vom Warschauer Flughafen Okęcie (WAW/EPWA) zum New Yorker John F. Kennedy International Airport (JFK/KJFK).
Das Unfallflugzeug war eine vierstrahlige Iljuschin Il-62M Baujahr 1983 mit dem Luftfahrzeugkennzeichen SP-LBG, die „Tadeusz Kościuszko“ getauft wurde. Die Maschine hatte bis zum 9. Mai 1987 6971 Flugstunden und 1752 Landungen absolviert. Nachdem am 8. Mai 1987 abends das Flugzeug aus Chicago zurückgekehrt war, wurde es einer sechsstündigen Inspektion unterzogen.
Am folgenden Morgen hob das Flugzeug um 10:17 Uhr von der Start- und Landebahn 33 ab. Die Besatzung bestand aus elf Personen: dem Flugkapitän Zygmunt Pawlaczyk, dem Copiloten, Flugfunker, Navigator, Flugingenieur und fünf Flugbegleiterinnen, darüber hinaus wurde auf Grund der laufenden Weiterbildungsmaßnahme des Flugingenieurs ein Flugingenieurlehrer in die Crew aufgenommen. Die Piloten nahmen planmäßig den nordwestlichen Kurs auf Graudenz auf und begannen den Steigflug, um die vereinbarte Flugfläche 310 (31.000 Fuß, 9449 m) zu erreichen. Da jedoch bis zum Funkfeuer „TMN“ bei Płońsk Flugfläche (FL) 180 (5486 m) nicht erreicht werden konnte, veranlasste die Flugkontrolle die Crew, bis Graudenz die reduzierte Flughöhe in FL 160 (4877 m) zu halten, da der Bereich zwischen den FL 170 und 180 vorübergehend für Flugmanöver von Militärflugzeugen reserviert wurde.

## Unfall
Um 10:31 Uhr wurde die Crew nach dem Unterfliegen des militärisch reservierten Bereiches dazu veranlasst, einen beschleunigten Steigflug durchzuführen, daher stellte der Flugingenieur alle vier Triebwerke auf Startschub ein. Um 10:41 Uhr, als Warlubie überflogen wurde, bemerkte die Crew Knallgeräusche und Erschütterungen, daraufhin meldete sie den Ausfall und Brand der linksseitigen Triebwerke Nr. 1 und 2 sowie einen rapide fallenden Kabinendruck. Deswegen beschloss der Flugkapitän Pawlaczyk die sofortige Rückkehr nach Warschau auf einer verminderten Flughöhe. Die Besatzung stellte fest, dass das Höhenruder defekt war, das Trimmruder verblieb jedoch funktionsfähig und die Maschine ließ sich auf diese Weise notdürftig steuern. Drei Minuten später zeigte die Brandmeldeanlage an, dass das Feuer in den Triebwerksgondeln durch die automatische Feuerlöschanlage gelöscht wurde.
Um das zulässige Landegewicht zu erreichen, ließ das Flugzeug auf dem Weg nach Warschau Kerosin ab, was jedoch auf Grund der teilweise defekten Ventile sowie bei nur einem funktionsfähigen Stromerzeuger lediglich teilweise gelang. Als der Crew klar wurde, dass sie bei nur zwei aktiven Triebwerken die Flughöhe nicht halten konnte, bat sie um Erlaubnis, auf dem näher gelegenen Militärflugplatz Modlin zu landen. Die Zustimmung samt Durchgabe der Parameter der Landebahn wurde zwar zügig um 10:54 Uhr erteilt, gleichwohl hatte die Flugverkehrskontrolle keine Angaben zur aktuellen Wetterlage (insbesondere Windrichtung) auf dem Flugplatz parat. Daraufhin entschied die Crew, den längeren Anflug auf den bekannten und gut ausgestatteten Heimatflughafen Okęcie zu riskieren. Wegen des Nordwestwindes in Okęcie bot die Flugsicherung die Notlandung in Südostrichtung (33) an, die eine zusätzliche Umkreisung des Flughafens südlich von Warschau bedeuten würde. Nachdem die Anzeigeleuchten in der Pilotenkanzel einen erneuten Feuerausbruch im Flugzeugheck meldeten, wurde alternativ die schnellere, aber riskantere Landung mit Rückenwind (Landebahn 15) erwogen. Die Crew verpasste jedoch die Chance, das Flugzeug auf die passende Anflugroute zu steuern, so blieb man bei der Richtung 33.
Gegen 11:00 Uhr ordnete der Flugkapitän die Vorbereitungsmaßnahmen zur Notlandung an. Daraufhin wurde er von der Chefflugbegleiterin informiert, dass die Flugbegleiterin Hanna Chęcińska unauffindbar sei. Die Crew vermutete, dass diese beim Eintreten der Dekompression und dem mutmaßlichen Verlust einer Tür aus dem Flugzeugheck durch den Unterdruck hinausgesaugt worden war.

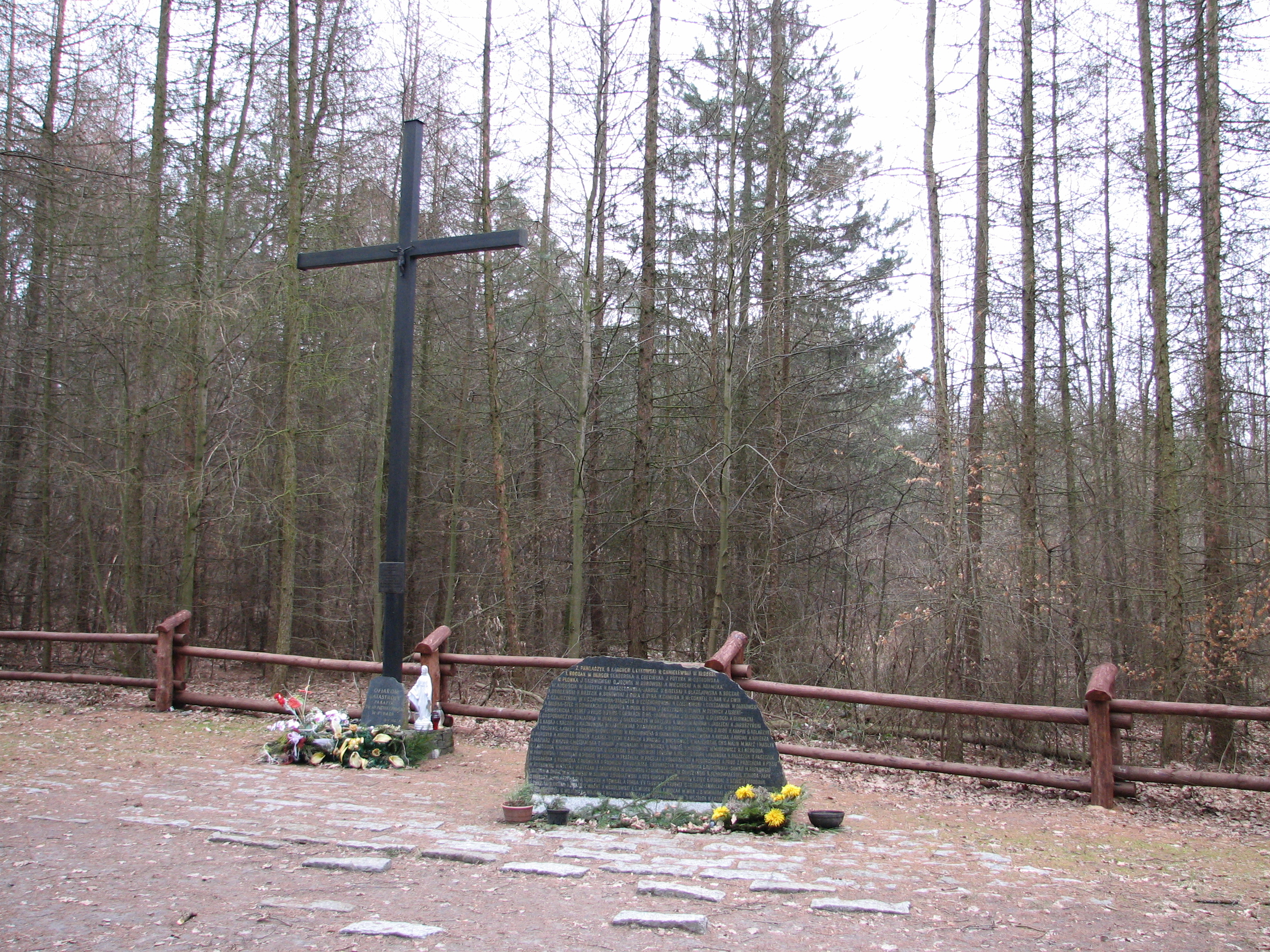
Die Absturzstelle im Jahr 2009

Der eigentliche Landeanflug begann um 11:08 Uhr. Das Fahrwerk ließ sich nicht ausfahren und es verblieben 32 t Kerosin in den Treibstofftanks. Da sich der Brand mittlerweile auf die Passagierkabine ausgeweitet hatte und für die Beobachter am Boden deutlich zu sehen war, entschied man sich für die kürzeste mögliche Anflugsroute aus der gewählten Richtung. Bei der scharfen Linkskurve über Piaseczno wurde die Maschine unsteuerbar. Weniger als sechs Kilometer von der Landeschwelle entfernt kollidierte das Flugzeug um 11:12:13 Uhr bei einer Geschwindigkeit von 470 km/h mit den Baumspitzen im Kabaty-Wald am südlichen Rand des Warschauer Stadtbezirks Ursynów, brach anschließend auf einer 370 m langen Fläche auseinander und ging in Flammen auf.
Die letzten aufgenommenen Worte aus dem Funkverkehr der Crew waren:

„Dobranoc! Do widzenia! Cześć! Giniemy!”

„Gute Nacht! Auf Wiedersehen! Tschüß! Wir sterben!“

## Opfer
Alle Insassen kamen beim Aufschlag oder unmittelbar danach ums Leben. Darunter waren elf Crewmitglieder und unter den 172 Fluggästen fünf weitere Mitarbeiter der Fluggesellschaft LOT. Siebzehn Fluggäste besaßen ausschließlich die US-amerikanische und 155 die polnische Staatsangehörigkeit, darunter waren 21 jedoch im Ausland gemeldet (möglicherweise doppelte Staatsbürgerschaft).
Von 121 der 183 Opfer konnten Leichen oder Körperteile identifiziert werden. Die Methode der DNA-Analyse stand damals den Pathologen noch nicht zur Verfügung. Die nicht identifizierten Überreste wurden in einem Sammelgrab auf dem Wólka-Friedhof in Warschau beerdigt. Hinsichtlich der vermissten Flugbegleiterin Chęcińska nahm man an, dass sie im hinteren Abteil des Flugzeugs infolge der Dekompression verstarb und ihre Überreste nach dem Absturz nicht identifiziert wurden.

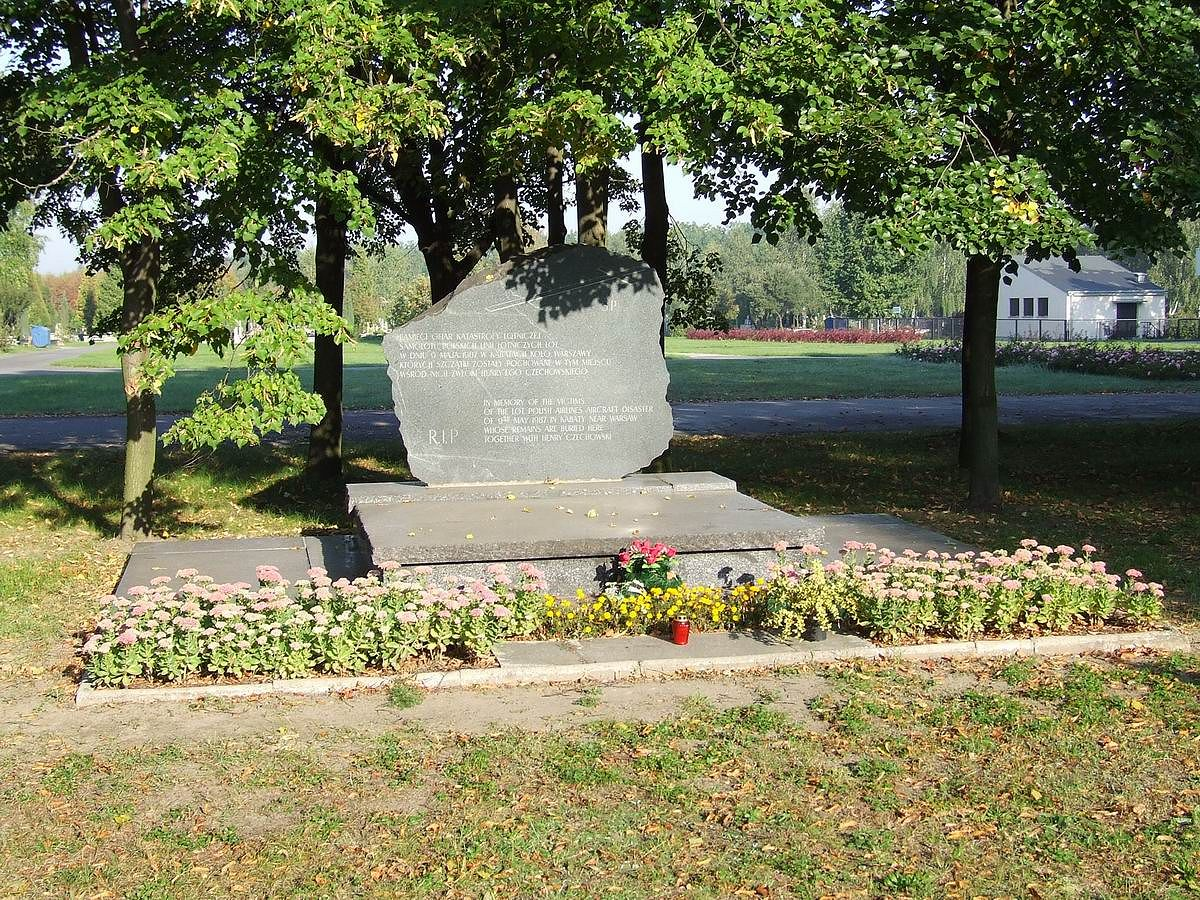
Sammelgrab auf dem Wólka-Friedhof

## Unfallursache

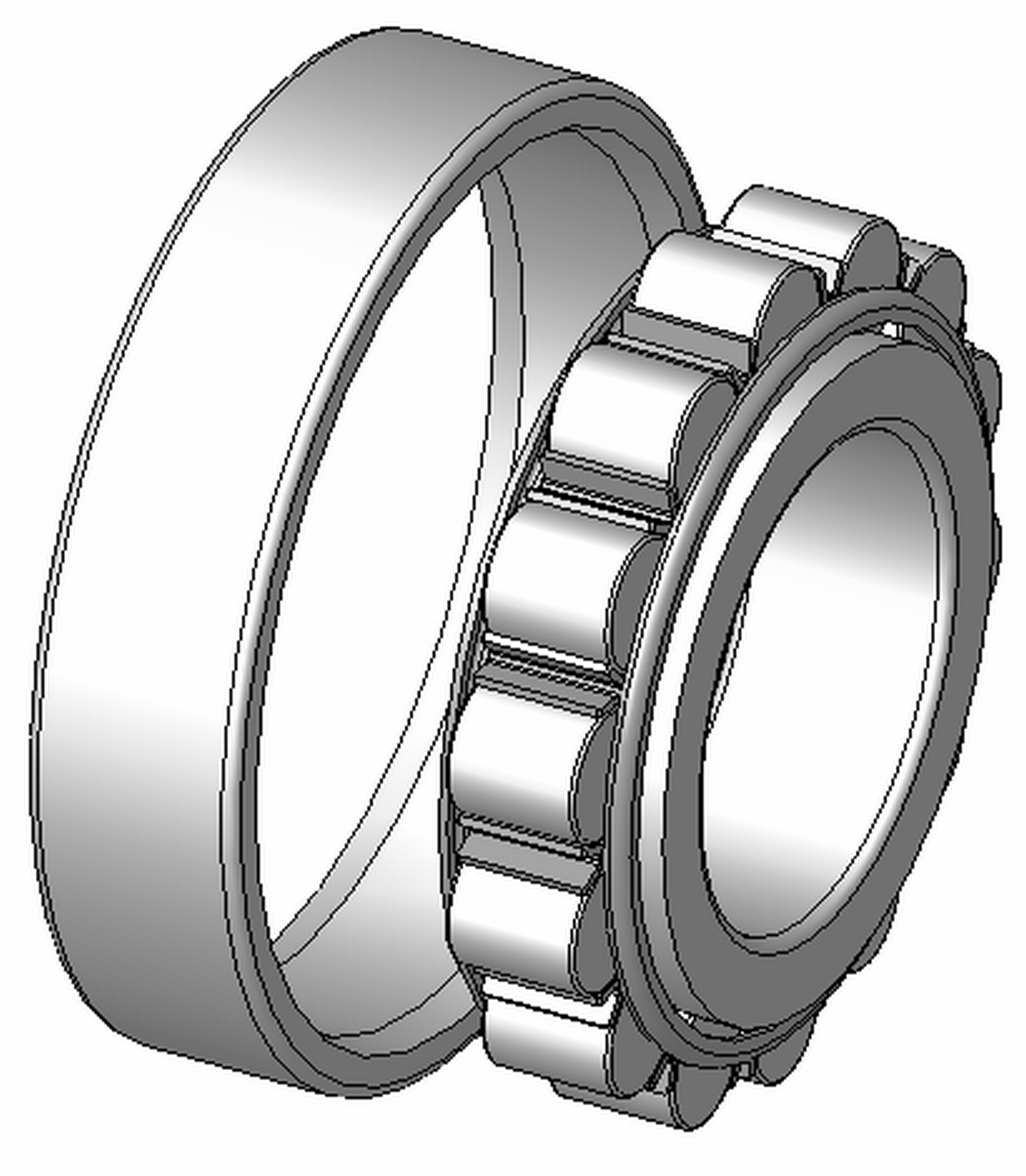
Darstellung des Rollenlagers

Zur Untersuchung der Unfallursache wurde ein hochrangiger Ausschuss unter dem Vorsitz des stellvertretenden Ministerpräsidenten Zbigniew Szałajda gebildet. Da die Flugschreiber schnell gefunden wurden und der Unfallhergang grundsätzlich bekannt war, konzentrierte man sich auf das Triebwerk Nr. 2 (links innen) als Schadensquelle. Die Untersuchung der Flugzeugtrümmer ergab, dass die Niederdruckturbine aus dem Solowjow-D-30-KU-Mantelstromtriebwerk herausgerissen worden war und samt dem hinteren Abschnitt der Welle gänzlich fehlte. Ein großer Teil der fehlenden Komponenten konnte nach einer aufwendigen Suchaktion, für die eigens 700 Soldaten delegiert wurden, in der Gegend um Warlubie gefunden werden.
Entgegen allen Beteuerungen stellte die sowjetische Seite keine Herstellerdokumentation der Triebwerke zur Verfügung, daher arbeitete der Untersuchungsausschuss anhand der Wartungsunterlagen, der identischen unbeschädigten Triebwerke sowie der rechnerisch ermittelten Parameter. Innerhalb der hohlen Hochdruckwelle des D-30-KU war die Niederdruckwelle auf Rollenlagern koaxial montiert. Die Demontage der Wellen des beschädigten Triebwerks ergab, dass in einem Rollenlager anstatt von 26 Rollen nur 13 Rollen eingebaut waren. Die reduzierte Anzahl der Rollen hatte der Hersteller damit zu kompensieren versucht, dass der Außenring des Lagers an drei Stellen durchbohrt worden war, um den Schmierstoff zirkulieren zu lassen. Dennoch hatten sich an den Rollen, bedingt durch die Reibung, an den Bohrlöchern auf einer Seite Flachstellen gebildet, und die Achse der innen liegenden Niederdruckwelle hatte sich um 1,3 mm verschoben. Dies führte zur erhöhten Reibung gegen die Hochdruckwelle (außen) und in der Folge zur Materialermüdung der Niederdruckwelle unter Einwirkung der erhöhten Temperatur während der Steigflugphase im Flug 5055. Die Welle brach auseinander. Ausgekoppelt von der Last, die normalerweise durch den Fan und den Verdichter gegeben wird, beschleunigte die Niederdruckturbine auf überkritische Drehgeschwindigkeit, und ihre erste Scheibe fiel in drei annähernd gleich große Teile auseinander. Ein Teil durchstieß die Triebwerksgondel nach oben und verursachte keinen weiteren Schaden, während der zweite Teil die Turbine des Triebwerks 1 (links außen) traf und dieses in Brand setzte. Dieser Brand wurde drei Minuten nach dem Schaden gelöscht. Der dritte Teil der zerbrochenen Scheibe durchbohrte das Flugzeugheck und zerstörte die Schubstangen des Höhenruders, mehrere elektrische Leitungen und verursachte den Luftdruckabfall der Kabine sowie den Brand im hinteren Teil des Laderaums, der zunächst unentdeckt blieb. Der restliche Teil der Niederdruckturbine des Triebwerks Nr. 2 und der zugehörige hintere Abschnitt der Niederdruckwelle fielen aus dem Triebwerk heraus.
Es konnte nie zweifelsfrei aufgeklärt werden, aus welchen Gründen das Rollenlager nur zur Hälfte bestückt und mit Öffnungen versehen wurde. In der Planwirtschaft konnte der Schwund der benötigten Bauteile bei der Herstellung eine Rolle spielen, da diese quantitativ und zeitlich streng reglementiert waren.
Als Nebenursachen des Unfalls wurden identifiziert:
- die Störanfälligkeit der Mechanik der Höhensteuerung,
- der nicht ausreichende passive Brandschutz des Flugzeughecks in dem zwischen den Triebwerken befindlichen Bereich,
- die Verwendung von leicht entflammbaren Stoffen im Laderaum.

Die Vermutung einer Kollision mit einem Militärflugzeug, die bereits von der Besatzung während des Vorfalls geäußert wurde, gilt als widerlegt.
Der Untersuchungsausschuss urteilte, dass das Verhalten der Besatzung angemessen und nicht mitursächlich für den Unfall war.
Am 25. November 1987 unterschrieben die stellvertretenden Ministerpräsidenten von Polen und der UdSSR eine Vereinbarung über die Schlussfolgerungen und technischen Empfehlungen auf Grundlage der Unfalluntersuchung.

## Gedenken
Am 10. und 11. Mai 1987 wurde in der Stadt Warschau und in der Woiwodschaft Warschau Staatstrauer angeordnet. Am 23. Mai fand die öffentlich inszenierte Trauerfeier für die Besatzungsmitglieder und weitere verunglückte LOT-Angestellte auf dem Powązki-Friedhof statt, wobei Kapitän Pawlaczyk im Familiengrab auf dem katholischen Friedhof und 14 andere Fluglinienangestellte auf dem Kommunalfriedhof begraben wurden.
In der unmittelbaren Nähe der Absturzstelle wurde eine Waldschneise Aleja Załogi Samolotu „Kościuszko“ (Allee der Besatzung des Flugzeugs „Kościuszko“) und in weiterer Entfernung eine Straße nach dem Flugkapitän ulica Zygmunta Pawlaczyka genannt. An der Absturzstelle erinnert ein Denkmal an die Opfer.